# ハンガロサウルス
ハンガロサウルス（Hungarosaurus、「ハンガリーのトカゲ」の意味）は曲竜類でノドサウルス科の恐竜の属である。体長約4メートルのハンガロサウルスは、ハンガリー西部のヴェスプレームで発見され、2005年オーシによって発表された。 ハンガロサウルス・トルマイという種がいる。
頭骨などの分析から、アンキロサウルスの仲間にくらべ、走るのに適した姿勢や動きをしていたことがわかっている。
同じヴェスプレームからは、原始的な角竜類であるオイカケラトプスも見つかっている。